# Nicolaus zu Bentheim
Nicolaus Prinz zu Bentheim (* 12. März 1925 in Rheda; † 27. März 2020 in Rheda) war ein deutscher phantastisch-surrealistischer Grafiker, Maler, Bühnenbildner und Messedesigner.

## Leben
Er war das zweite von vier Kindern des Adolf Fürst zu Bentheim-Tecklenburg (1889–1967), der seit 1909 Oberhaupt des Fürstenhauses Bentheim-Tecklenburg war, und seiner Gattin Amélie geb. Prinzessin von Schönburg-Waldenburg (1902–1995). Als Abkömmling einer adeligen Familie in Westfalen nahm er ab 1943 am II. Weltkrieg teil. Nach Rückkehr aus der Kriegsgefangenschaft studierte er in den Jahren 1946–1947 an der Kunstakademie Düsseldorf.
1948 arbeitete er als Bühnenbildnerassistent an der Staatsoper in München und ging 1949 auf Italienreise. In dieser Zeit hat er wohl Fabius von Gugel (1910–2000) kennengelernt, dessen starken künstlerischen Einfluss das Werk Bentheims zeigt. 1950–1952 nahm er das Kunststudium an der Werkschule Köln wieder auf, um anschließend als angestellter und freier Grafiker und Messedesigner zu arbeiten; seit 1970 wohnte er mit seiner Ehefrau Franziska geb. Gräfin Hoyos, Freiin zu Stichsenstein (1921–2009), die er 1951 geheiratet hatte, über dreißig Jahre in Rom. Die Ehe blieb kinderlos.
2005 kehrte er zurück in den Kreis Gütersloh, lebte erst in Clarholz, dann in Herzebrock und die letzten Jahre auf Schloss Rheda.

## Werk
Die Arbeiten Bentheims zeigen ein gebrochenes Verhältnis zu den bekannten Figuren aus Religion und Geschichte; sie sind mit einem anarchisch-verstörenden Blick in wahnwitzigen Bildern detailversessen und akribisch zu Papier und auf Leinwand gebracht. Dabei kann man den so entstandenen Bildern den mühevollen und zeitraubenden Prozess ihrer Entstehung ansehen.
Nach seiner Übersiedelung nach Rom im Jahr 1970 zeigte er in seinem Werk den starken Einfluss der pittura metafisica Giorgio de Chiricos (1888–1978) und wies starke Parallelen zu den ebenfalls von de Chirico beeinflussten Arbeiten Fabrizio Clericis (1913–1993) auf, mit dem er auch ein paar Lieblingsthemen teilte: Kolosseum, Minotaurus, Pyramiden.
Mit Fabius von Gugel teilte er die Begeisterung für die römische Monumentalarchitektur.

## Werke (Auswahl)
- Bartholomäusprozession (1973), Mischtechnik, 68,7 × 99,6 cm
- Marientod (1974), Bleistiftzeichnung, 97 × 127 cm
- Chlobutschinska (1974), Mischtechnik, 91 × 120 cm
- Papastratos oder Via Appia (1977/78), Mischtechnik, 98 × 128 cm
- Das rollende Kolosseum (1978/82), Mischtechnik, 75 × 100 cm
- Ohrenbeichte (1978/82), Mischtechnik, 75 × 99,5 cm

## Ausstellungen (Auswahl)
- 1992: Museum Abtei Liesborn (Einzelausstellung)
- 2008: Kunstverein Kreis Gütersloh (Einzelausstellung)
- 2009: art-imaginär, Herrenhof Mußbach an der Weinstraße (Beteiligung)
- 2011: art-imaginär, Herrenhof Neustadt-Mußbach (Beteiligung)
- 2013: Kloster Herzebrock (Einzelausstellung)
- 2016: Schloss Nordkirchen (Einzelausstellung)

## Film
- Dynastien in NRW – Die Fürsten zu Bentheim-Tecklenburg. WDR – Reportage von Jobst Knigge (45 Min.), Ausstrahlung 3. Januar 2010.[2]